# Umělecké plavání na mistrovství Evropy v plaveckých sportech 1993
Závody v uměleckém (synchronizovaném) plavání na mistrovství Evropy v plaveckých sportech za rok 1993 proběhly v Sheffieldu, Spojené království ve dnech 30. července až 8. srpna 1993.

## Česká stopa
Trenérky reprezentace: Iveta Doubková, Dvořáková
V disciplíně sólo startovalo 16 závodnic – Lucie Svrčinová (*1974) z TJ Tesla Brno obsadila 9. místo.
V disciplíně dvojic startovalo 16 dvojic – Pavla Valachová (*1974) z TJ Tesla Brno a Lucie Svrčinová (*1974) z TJ Tesla Brno obsadily 11. místo.
V disciplíně týmů startovalo 12 týmů – Soňa Bernardová (*1976) z TJ Tesla Brno, Martina Bradová (*1969) z TJ Tesla Brno, Simona Housková (*1970) z TJ Tesla Brno, Lucie Svrčinová (*1974) z TJ Tesla Brno, Eliška Vejtasová (*1976) z TJ Tesla Brno, Lenka Vejtasová (*1974) z TJ Tesla Brno, Pavla Valachová (*1974) z TJ Tesla Brno a Petra Valachová (*1974) z TJ Tesla Brno obsadily 9. místo.

## Výsledky

### Individuální disciplíny
| Ženy | Zlato                 | Zlato   | Stříbro                       | Stříbro | Bronz                    | Bronz   |
| ---- | --------------------- | ------- | ----------------------------- | ------- | ------------------------ | ------- |
| Sólo | Olga Sedakovová (RUS) | 183,781 | Marianne Aeschbacherová (FRA) | 178,510 | Kerry Shacklocková (GBR) | 178,147 |

### Týmové disciplíny
| Ženy    | Zlato | Zlato   | Stříbro | Stříbro | Bronz | Bronz   |
| ------- | --- | ------- | --- | ------- | --- | ------- |
| Dvojice | Rusko (RUS) (Anna Kozlovová, Olga Sedakovová) | 183,936 | Francie (FRA) (Céline Lévêqueová, Marianne Aeschbacherová) | 177,268 | Spojené království (GBR) (Kerry Shacklocková, Laila Vakilová) | 176,298 |
| Tým     | Rusko (RUS) (Jelena Azarovová, Natalija Gruzděvová, Gana Maximovová, Jelena Nikašinová, Olga Brusnikinová, Anna Kozlovová, Olga Novokščenovová, Olga Sedakovová) | 178,504 | Francie (FRA) (Marianne Aeschbacherová, Céline Lévêqueová, Myriam Lignotová, Isabelle Manableová, Délphine Maréchalová, Charlotte Massardierová, Magali Rathierová, Éva Riffetová) | 175,397 | Itálie (ITA) (Giovanna Burlandoová, Paola Celliová, Giada Ballanová, Roberta Farinelliová, Maurizia Cecconiová, Giorgia Canaleová, Manuela Carniniová, Simona Ricottaová) | 173,304 |

## Medailová bilance
V uměleckém plavání se rozdělily celkem 3 sady medailí.
| Pořadí | Stát                     |       | Muži    | Muži  | Muži  |         | Ženy  | Ženy  | Ženy    |       | Muži + Ženy | Muži + Ženy | Muži + Ženy | Celkem |
| Pořadí | Stát                     | Zlato | Stříbro | Bronz | Zlato | Stříbro | Bronz | Zlato | Stříbro | Bronz |             |             |             | Celkem |
| ------ | ------------------------ | ----- | ------- | ----- | ----- | ------- | ----- | ----- | ------- | ----- | ----------- | ----------- | ----------- | ------ |
| 1.     | Rusko (RUS)              |       | 0       | 0     | 0     |         | 3     | 0     | 0       |       | 3           | 0           | 0           | 3      |
| 2.     | Francie (FRA)            |       | 0       | 0     | 0     |         | 0     | 3     | 0       |       | 0           | 3           | 0           | 3      |
| 3.     | Spojené království (GBR) |       | 0       | 0     | 0     |         | 0     | 0     | 2       |       | 0           | 0           | 2           | 2      |
| 4.     | Itálie (ITA)             |       | 0       | 0     | 0     |         | 0     | 0     | 1       |       | 0           | 0           | 1           | 1      |
| Celkem | Celkem                   |       | 0       | 0     | 0     |         | 3     | 3     | 3       |       | 3           | 3           | 3           | 9      |